# ブジャンタイ (ウラナラ氏)
ブジャンタイ は、ウラナラ氏女真族。
第二代ウラ国主のブガンの第三子で、第四代 (末代) 国主 (生1575？-歿1618, 在位：1596-1613)。ハン (汗) を称してからは「布占泰汗」とも呼ばれる。
九部聯合軍に参加してグレの山でヌルハチと矛を交えたが、大敗し俘虜としてマンジュ･グルンに連行された。この戦役はマンジュとフルン四部の力関係を逆転させた。その後、ウラ国主が視察先で殺害されるに及び、ヌルハチの計らい (企み) でウラへ帰還し新国主に即位した。ブジャンタイは妹と姪を嫁がせ、ブジャンタイから三人の娘 (姪) を降嫁され、度々盟誓を契ってヌルハチとの関係を表面上は深めたが、竟ぞヌルハチに臣属することはせず、反目 (敗北) と媾和を繰り返した。ウラ･ホトンをヌルハチに占拠されてイェヘ･グルン (葉赫国) に逃亡し、再起を期したものの実現に至らず、そのまま客死した。

## 略史

### 言い伝え
吉林師範大学客員教授・趙東昇氏 (ブジャンタイの末裔) の一族には、ブジャンタイについてとある言い伝えが貽されている。以下、数段に亘って引用 (抄訳) する。

#### 幼少期
ブジャンタイは、祖父のブヤンがウラ･グルンを樹立して間もない明朝嘉靖末に生れた。勉学よりも武芸に興味関心が強く、10歳の頃には、先祖のナチブルの「百歩穿楊」(1歩は160ｍ、つまり1.6km先の柳に矢を当てる武伎) を習得した。しかし血の気が多く、タイジの身分を傘に狼藉を働いた為、父のブガンからは始末に負えないと疎まれていた。ブヤン死没に伴いブガンが即位すると、その即位儀礼やブヤンの葬儀の為に国中が一箇月に亘って多忙を極めた。やっとひと段落ついた頃には、ブジャンタイは失踪していた。
ブジャンタイは見知らぬ人に連れ出され、世の中から隔離されたとある山中の洞窟で武芸を教え込まれていた。幼少から武芸に興味関心の強かったブジャンタイは三年間をその地で過ごし、15歳の頃にその見知らぬ師範に連れられ下山した。師範はブジャンタイをウラの居城（ウラ･ホトン）まで送り届けると、ブジャンタイを置いて去っていった。三年経って戻ってきたブジャンタイは立派で精悍な青年に成長し、すっかり見違えたことに城内一族は湧き立った。後にブジャンタイは国王に即位すると、名も素性も知らぬその師範を祖廟に祭祀した。

#### 係争調停
ブジャンタイの兄マンタイの在位中、ホイファ･グルン (輝発国) のバインダリが七人の叔父を殺害し政権を簒奪した。驚懼した宗族はイェヘ、ハダ (哈達) などの周辺国へ陸続と亡命した。服従しない宗族領民にバインダリは業を煮やし、建州部 (満洲国、後金国、清国の前身) の軍を借りて離反者、逃亡者を殺戮させた。建州兵は1,000人にものぼるホイファの民を手にかけ、ホイファの王は財貨を投じてようやく事なきを得た。
他国の兵を借りて自国の人間を殺戮させるバインタイの暴虐さにかてて加えて、ホイファ民からの強い要請があったことから、イェヘ国主のブジャイはホイファ征討とバインダリの捕縛を請け負い、出兵した。バインダリが海龍城へ狩猟に出かけるという情報を得たブジャイは、兵3,000を率いて早速進軍し、バインダリを同城内に閉じ込めることに成功した。この時バインダリは密かにウラを恃んで援軍を要請し、使者から事情を聞いたウラ国主のマンタイは、平和理に解決せよと弟のブジャンタイに言い聞かせ、海龍城へ派遣した。
砂塵を巻き上げながら韋駄天の速さで海龍城に到着したブジャンタイは、イェヘの兵営に使者を寄越し、明日の酒宴に足労願いたいと伝えた。翌日、ブジャイがウラの兵営を訪れブジャンタイ自らの案内で中へ入ると、已にバインダリが席に就き、その後ろには剣の柄に手をやり虎視眈々と目を光らせるバインダリの腹心が控えていた。策略に嵌まったと勘違いしたブジャイは踵を返し立ち去ろうとしたが、ブジャンタイが引き止め、兄・マンタイから仲裁の命を仰せ遣って来たことを説明したことで、やむなく席に就いた。しかしバインダリとの溝は埋まりそうもなかった。次第に気が立ってきた双方は一触即発というところまで来たが、その時ブジャンタイがブジャイとバインダリのそれぞれの肘を掴み、そのままグイッとひと押し、二人は抵抗もできないまま床に尻をついていた。
内心ブジャンタイの力に愕いた二人は、鉾を収める条件をそれぞれ提示したが、互いに聴き容れるはずもなかった。その時、外で鳥の鳴き叫ぶ声が聞こえ、ブジャンタイは二人を連れて外へ出た。みると、鷂（はいたか）小鳥を襲い、却って小鳥の群れから反撃を受けているところだった。ブジャンタイは天の声を聴くと言い、もし鷂を射落とすことが出来たら双方和解、もし射落とせなかったらこのまま戦争、その場合はウラとしてはどちらにも味方はせず、その場で撤収する、という提案を投げかけた。二人が渋々同意すると、ブジャンタイは弓を一杯まで引き、力強く矢を放った。落ちたのは鷂だった。天が和解を望んでいることと、それ以上にブジャンタイの武伎に恐れをなした為、ブジャイとバインダリは和解を承諾し、若きブジャンタイの名はフルン各地に知れ渡ることとなった。
ホイファとの係争を丸く収めたブジャンタイの腕前に惚れ込んだブジャイは、ブジャンタイに当時13歳の娘ドゥンガ（東哥）を妻合わせ、両国の関係を深めたいとマンタイに持ちかけた。しかし、本人同士の同意が得られ、結納も済んだ矢先、ブジャンタイは擡頭したばかりのヌルハチ率いるマンジュ･グルン（満洲国）の俘虜にされ、ドゥンガの運命も翻弄されることになる。

### 歴史の表舞台へ
万暦21 (1593) 年6月、ヌルハチのマンジュ･グルンを警戒するフルン四部が聯合し、マンジュ属下のフブチャ部落を襲撃した。ヌルハチは報復としてハダ属領内の部落を襲撃し、伏兵を残して撤退した。策略にかかったハダ国主・メンゲブルが同地でヌルハチに惨敗すると、フルン四部は益々マンジュへの警戒心を募らせた。(→ 詳細：フルギヤチの戦)
同年9月、マンジュ討滅に燃えるイェヘは、フルン四部を九国聯合に拡大してマンジュに再侵攻した。ところが結果は九国聯合の大敗に終った。イェヘ国主のブジャイ (東哥の父) が討死にし、ブジャンタイはイェヘのナリムブルを保護しつつ退却を図ったところをマンジュ兵に捕縛された。ヌルハチは死罪を免じ、ウラを制禦しようとブジャンタイを膝下で訓育することにした。(→ 詳細：古勒山の戦)

### 俘虜から国主へ
万暦24(1596)年正月初1日、新春を迎えたこのめでたい日、ヌルハチの邸宅には一族縁者や門族が集っていた。李氏朝鮮からは申忠一などが招待され、ヌルハチ邸を訪問した。申忠一が本国に送った報告に拠れば、そこにはヌルハチの一族、門族、姻戚、軍閥らが一堂に会して団欒し、酒の廻ったころには夫者太ブジャンタイが舞をまい、ヌルハチも親ら琵琶を弾いて興を添えたという。
しかし半年後の7月、ウラ国主ベイレマンタイ (ブジャンタイ兄) が出先で殺害され、ブジャンタイの族叔ヒンニヤは次の国主ベイレの座を我が手にと、機に乗じてブジャンタイ殺害を企てた。そのころヌルハチはブジャンタイを俘虜の身分から解放し、すでにウラへにむけて出発させていた。圖爾坤煌占トゥルクン･フワンギャンと博爾坤斐揚古ボルコン･フィヤングという二人のヌルハチ家臣の護送の下、ブジャンタイは一路ウラを目指した。到着するや、一行は異変に気づき、護衛二人はブジャンタイを邸宅内に匿うと、門口から一歩も退かず警戒を続けた。ヒンニャは結局指一本触れられぬまま、計画失敗を悟ってイェヘへ逃亡した。
護衛二人の助力を得てブジャンタイは無事、ウラ第四代国主ベイレとなった。同年12月、布占泰ブジャンタイは「二次再生」(ヌルハチが二度も死地から救ってくれたこと)への報恩として、妹・滹奈フナイをヌルハチ弟シュルハチに嫁がせ、その日の内に婚礼の儀が催された。

### 一度目の背盟
ブジャンタイは俘虜になる三年前に結納したブジャイ (故人) の娘ドゥンガのことを忘れ得ず、早速イェヘに話をした。ところがブジャイの跡を継いだ子のブヤングから結納の品を突き返された挙句、思いもせぬ返答を聞かされた。ブジャンタイ帰還の一年前、ブジャイの娘ドゥンガの美貌を伝え聞いた (実は話が可也盛られて耳に入った) ヌルハチは早速縁組を持ちかけた。敗戦国の立場から拒否できないブヤングは已む無く承諾してしまった。ドゥンガ本人は父の仇に嫁入りするなど言語道断と拒絶したが、ヌルハチからの結納も済み、話はそう簡単には運ばなかった。
万暦25 (1597) 年1月、フルン四部が共同で使者を遣り、ヌルハチに盟約を請うた。ブヤングはドゥンガをヌルハチ妃にしたいと申し入れ、ヌルハチは結納品を以て返礼した。ところが間もなく、イェヘのナリムブルが背盟した。イェヘと通じているブジャンタイは嫂のドゥドゥフ氏が珍重している銅錘をナリムブルに差出し、またマンジュ属下ワルカ部アンチュラク内河地方を帰順させようと企むイェヘに追従し、同地方の酋長を捕らえてイェヘに引き渡した。
万暦26 (1598) 年2月、ヌルハチが兵を派遣しアンチュラクを討伐。翌年1月、ブジャンタイは300人を俱してヌルハチに謁見、過去の恩情に感謝し、ヌルハチの姪のエシタイが降嫁された。
万暦29 (1601) 年11月25日、ブジャンタイは姪のアバハイ (マンタイ娘) をヌルハチに嫁がせた。

### 鎮まらぬ野心
万暦30(1602)年、ブジャンタイがハン(汗)を自称し即位。
万暦31(1603)年1月、ブジャンタイはイェヘ前国主の娘ドゥンガおよびモンゴルのホルチン部のミンガンの娘に結納していたが、ドゥンガとは (ヌルハチの所為で) 破談し、ミンガンにも和親を拒否されていた (但しミンガンは、結納品は受け取った。ミンガンは九国聯合に参与して惨敗して以来、ヌルハチに媚び諂っていた)。嫁がまだ一人しかいないこと、二度の結納が失敗したこと、ヌルハチを頼らなかったことを恥ずるとともに、ヌルハチとより一層関係を深める為にも、もう一人娘が欲しいとせがんだ。ヌルハチは許諾し、姪のオンジェを降嫁させた。
万暦35 (1607) 年、ウラ属下のワルカ部フィオ城主がヌルハチに謁見し、ウラの苦虐を訴え、マンジュへの鞍替えと領民の保護を願い出た。現地の領民の保護を完了したマンジュ軍は移送を開始したが、ウラ軍が立ちはだかり阻止を図った。しかし将帥・ボクドが討ち取られると、兵10,000人を要するウラ軍は遁走し、気温の低下が追い討ちをかけ多数が凍死した。ボクドの戦死でウラ軍の戦力は大幅に減退した。(→ 詳細：烏碣岩の戦)
万暦36 (1608) 年、ウラの弱体化に乗じて制圧を図りたいヌルハチは、ウラの難攻要塞に軍を派遣し攻撃させた。マンジュ軍の攻撃で衛戍兵は大勢が殺されたものの、城は陥落しなかった。しかし、ウラからの援軍が遅れた為に衛戍兵が心理的不安に襲われ、一部の兵が内通して城廓唯一の門を解放すると、侵入したマンジュ兵により一気に攻略された。難攻要塞が落ちたことに驚懼したブジャンタイはまたも和親を求めた。ヌルハチは娘のムクシを降嫁し、再び盟約を結んだ。しかしヌルハチはウラ属下の東海諸部に対する蚕食はやめなかった。(→ 詳細：宜罕山の戦)

### 二度目の背盟
万暦40 (1612) 年、ブジャンタイは、ヌルハチの目の前でヌルハチの娘のムクシと婚礼の儀を済ませた矢先、同年9月、ヌルハチ属下の東海クルカ地方を襲撃した (厳密にはヌルハチに蚕食された土地の奪回)。さらにはイェヘ前国主の娘ドゥンガを巡ってまたも事を荒立て、挙げ句の果てに妻オンジェ (ヌルハチ姪) に鏑矢を向けて放った。怒り心頭に達したヌルハチは親征し、ウラ･ホトン (烏拉城) の附近まで来ると、本丸には攻撃をしかけず、敢えてウラ周囲の城廓、家屋、穀倉を次々と焼き払った。喉元まで剣を突きつけながら周りを破壊して廻るマンジュ軍に惧れをなしたブジャンタイは、舟に乗り込み、水上から赦しを乞うた。ヌルハチは、ブジャンタイの子らを人質として差出すことを講和の条件に撤収したが、撤兵前にはウラ附近の嶺に監視兵1,000を駐屯させた。(→ 詳細：烏拉河の戦)

### 三度目の背盟
万暦41 (1613) 年2月、ブジャンタイが自らの子と大臣17人の子を、マンジュにではなくイェヘに人質として送り、且つそれを以て東哥への結納とし、更に二人の妻、オンジェ (ヌルハチ姪) とムクシ (ヌルハチ娘) を幽閉しようとしている、という情報がヌルハチの許へ届いた。それを聞くなりヌルハチは憤慨、同月6日にウラ属領内に進軍した。ブジャンタイは7日に人質を送る予定であった為、結局ヌルハチの怒りを買っただけでイェヘからの援軍は間に合わず、単独で鉾を交えることとなった。ヌルハチは到着するや否や立て続けに三つの城を攻略した。
翌7日、いよいよウラ居城南方のフルハ城にて、ウラの大軍との最後の戦役の火蓋が切られた。マンジュ側は諸王、諸大臣の働きでウラ軍を潰滅させ、その隙に北方のウラの居城、ウラ･ホトンの城門を占拠すると、続いてヌルハチが入城した。100人にも満たない敗残兵を連れて居城に引き返したブジャンタイが見たのは、城中に掲げられたマンジュ軍旗だった。已に居城が落ちたことを知ったブジャンタイは慌てて来た道を引き返そうとしたが、精鋭部隊に阻まれ、勝ち目がないとみるや正面突破を図った。兵の大多数がマンジュ軍に討ち取られ、残った兵もほとんどが遁走した。ブジャンタイは命からがら単身イェヘに逃げ込み、ヌルハチの手に陥ちた君主なきウラ･グルンはここに消滅した。(→ 詳細：烏拉城の戦)
万暦46 (1618) 年冬、ブジャンタイはイェヘ部のギンタイシと共に兵を後金ホイファ城に派遣し再起を目論んだが、失敗に終り、同年、イェヘ西城にて44年の生涯を閉じた。
万暦48 (1620) 年、ヌルハチがイェヘ･グルンを討滅。

## 一族姻戚

### 父祖
- 祖父・ブヤン：ウラ初代国主ベイレ。
  - 父・ブガン：ウラ第二代国主ベイレ。

### 兄弟姉妹
- 兄・マンタイ：ウラ第三代国主ベイレ。
  - 姪・アバハイ[47]：ヌルハチ大福晋アムバ･フジン (大妃)。万暦29年160111月婚嫁。[48]
    - 姪孫・ドルゴン：ヌルハチとの子。
- 妹・フナイ (滹奈hūnai)[49]：ヌルハチ弟シュルハチの第五夫人[50]。万暦24年15967月[51][注 8]婚嫁。
  - 侄・ジルガラン：シュルハチとの子。

### 妻妾
- 妻・エシタイ (額實泰esitai)[52]：ヌルハチ弟シュルハチの長女[53]。万暦26年159812月[54][注 9]婚嫁。
- 妻・オンジェ：シュルハチ次女[55]。万暦31年1603正月[56]婚嫁。[57]
- 妻・ムクシ (穆庫什muksi)[58]：ヌルハチ四女[59]。万暦36年16089月[60]婚嫁。

### 子女

#### 子
下系図は基本的に『八旗滿洲氏族通譜』巻23「烏喇地方納喇氏ula ba i nara hala」(漢・満) に拠る。そのほかの参照文献および特記事項のみ脚註を附す。
10人あったが、次子戦死、七子生還、残り八子は全てヌルハチの捕虜となった。
- 長子ダルハン（darhan、達爾漢）：正白旗。建国初期に帰順した。佐領に任命され、松山包囲戦で敵兵を撃砕。燕京定鼎 (奠都) 時には山海関から進軍し、流賊の騎歩兵200,000を撃砕。勲功により騎都尉を授与され、順治年間の三度の恩賞により二等軽車都尉に陞叙された。[63]
  - 孫ゴリイ（g'olii、果礼）：ダルハンの子。二等軽車都尉を承継し、頭等侍衛兼佐領を務めた。
    - 曾孫・ゴリイの子 (名未詳)：二等軽車都尉を承継。
      - 玄孫・ゴリイの孫 (名未詳)：二等軽車都尉を承継。
        - 来孫ナチン（nacin、納親）：ゴリイの曾孫。三度の恩賞による加増分が消滅し、騎都尉を承継。

  - 孫 (名未詳)
    - 曾孫 (名未詳)
      - 玄孫ベリ（beri、栢理）：ハルサ（哈爾薩）の実伯の孫。ハルサの死後、騎都尉を承継し、佐領に任命された。

  - 孫 (名未詳)
    - 曾孫ハルサ（harsa、哈爾薩）：ナチンの曾祖叔父の子。ナチンの死後、騎都尉を承継し、佐領を務めた。

  - 孫ベルテン（berten、栢爾騰）：ダルハンの子。元・二等侍衛兼佐領。
    - 曾孫アンガムバ（anggamba、昂安巴）：ダルハンの孫 (ベルテンの子？)。元・二等侍衛。
    - 曾孫バイムブ（baimbu、拝音布）：ダルハンの孫 (ベルテンの子？)。元・筆帖式。
- 次子ダラム（dalamu、達拉穆）：戦死。[64]
  - 孫トゥルサイ（tursai、図爾賽）：ダラムの子。前鋒参領を務め、遮嶺口で敵兵200余人を撃砕。燕京定鼎 (奠都) 時には山海関外にて流賊を敗り、安粛 (現河北省保定市徐水区)、慶都 (現河北省保定市望都県) 両県まで追跡して大勢を斬伐。勲功により雲騎尉を授与された。
    - 曾孫フォボー（foboo、仏保）：トゥルサイの子。雲騎尉を承継し、恩賞により騎都尉に昇叙され、協領兼佐領を務めた。
      - 玄孫ユンジュ（yungju、永柱）：フォボーの子。騎都尉を承継し、佐領を務めた。
        - 来孫シュイチャン（sioicang、緒昌）：ユンジュの子。恩賞による加増分が消滅し、雲騎尉を承継。

  - 孫 (名未詳)
    - 曾孫ウシ（uši、伍什）：ダラムの孫 (父未詳)。元・三等侍衛。
    - 曾孫・ワルダ（walda、瓦爾達）：ダラムの孫 (父未詳)。元・主事。
    - 曾孫ヘデ（hede、赫徳）：ダラムの孫 (父未詳)。元・七品官。
      - 玄孫フタイ（futai、福泰）：ダラムの曾孫 (父未詳)。元・佐領。
      - 玄孫シェムボー（šemboo、神保）：ダラムの曾孫 (父未詳)。元・驍騎校。
      - 玄孫チャンフワイデ（canghūwaide、常懐徳）：ダラムの曾孫 (父未詳)。元・筆帖式。
      - 玄孫チャンフワイイ（canghūwaii、常懐義）：ダラムの曾孫 (父未詳)。元・筆帖式。
      - 玄孫ショーシャン（šoosiyan、紹先）：ダラムの曾孫 (父未詳)。現・三等侍衛。
        - 来孫ウジンタイ（ujintai、烏進泰）：ダラムの玄孫 (父未詳)。現・護軍校。
- 三子アラム（alamu、阿拉穆）：元・佐領。
  - シャフン（šahūn、沙渾）：アラムの子。元・三等侍衛。
  - ムチュ（mucu、穆楚）：アラムの子。元・三等侍衛。
  - サンガブ（sanggabu、桑阿布）：アラムの子。元。二等侍衛。
  - ボルトン（borton、博爾屯）：アラムの子。元・前鋒校。
  - ピセ（pse、丕色）：アラムの子。元・護軍校。
    - プチェン（puceng、普成）：アラムの孫 (父未詳)。元・協領。
    - ベチェンゲ（becengge、栢成額）：アラムの孫 (父未詳)。元・三等侍衛。
    - イミスン（imisun、伊密遜）：アラムの孫 (父未詳)。元・筆帖式。
      - チャンチュン（cangcun、常春）：アラムの曾孫 (父未詳)。元・佐領。
      - ウシサン（ušisan、五十三）：アラムの曾孫 (父未詳)。元・護軍校。
      - チャンル（canglu、常禄）：アラムの曾孫 (父未詳)。現・驍騎校。
- 四子バヤン（bayan、巴顔）：ムクシ (またはエシタイ、あるいはオンジェ) の子。副将職を授与、[65]エンチュレヘ･ニル (専管佐領)[66]を下賜された。
- 五子ブヤントゥ（buyantu、布顔図）：ムクシ (またはエシタイ、あるいはオンジェ) の子。騎都尉兼一雲騎尉を授与された。
- 六子モー・メルゲン（moo mergen、茂墨爾根）：ムクシ？の子。郡主を降嫁され、エンチュレヘ･ニル (専管佐領)を下賜された。
  - 孫チャムプ（campu、禅普）：モー・メルゲンの子。元・佐領。
    - 曾孫バルサ（barsa、巴爾薩）：モー・メルゲンの孫。元・佐領。
    - 曾孫アイジュン（aijung、藹忠）：モー・メルゲンの孫。元・頭等侍衛、侍衛班領兼佐領。
      - 玄孫テヘン（tehen、特亨）：モー・メルゲンの曾孫。元・馬蘭口総兵官、事情あり免黜。現・乾清門二等侍衛。
      - 玄孫ヘルフイ（herhūi、赫爾輝）：モー・メルゲンの曾孫。現・副参領。
        - 来孫ヒル（hilu、喜禄）：モー・メルゲンの玄孫。現・三等侍衛兼佐領。
- 七子ドゥンガ（dungga、東阿）：趙東昇『扈伦研究』に記載なし。鑲藍旗包衣。天聡年間に帰順。ボコ（boko、博科）の子孫は包衣から旗分に転属した。
  - 孫ボコ（博科）：ドゥンガの子。元・防禦。
    - 曾孫ブツァンガ（buts'angga、布蔵阿）：ドゥンガの孫。現・七品司匠。
- 八子ガドゥフン（gaduhūn、噶都渾）：趙東昇『扈伦研究』に拠ればブジャンタイ七子。ムクシ？の子。元・護軍参領兼佐領。[67]
  - 孫ラドゥフン（laduhun、拉都渾）：ガドゥフンの子。元・協領兼佐領。
  - 孫グワシヒャン（gūwasihiyan、𤓰什霞）：ガドゥフンの子。元・頭等侍衛。
  - 孫レルベフイ（lerbehūi、勒爾博輝）：ガドゥフンの子。元・三等侍衛。
  - 孫チャング（canggū、常武）：ガドゥフンの子。元・司務。
  - 孫セクトゥ（sektu、色克図）：ガドゥフンの子。元・佐領。
    - 曾孫ラフタ（lahūta、拉瑚塔）：ガドゥフンの孫 (父未詳)。元・協領兼佐領。
      - 玄孫ツァンジュ（ts'angju、倉柱）：ガドゥフンの曾孫 (父未詳)。現・佐領。
- 九子チョチナイ（綽斉鼐）：趙東昇『扈伦研究』に記載なし。妹サハリャンとともに人質としてイェヘに送られそうになった。[68]
- 十子[69]・洪匡：趙東昇『扈伦研究』に拠ればブジャンタイ八子。ウラ再興を図り叛乱を企てたが、事前に情報を得た外祖父ヌルハチの奇襲を受け、討滅された。

#### 女
下系図は、基本的に『愛新覺羅宗譜』に拠る。そのほかの参照文献および特記事項のみ脚註を附す。
- 女名不詳[注 10]：ヌルハチ長子チュイェンの長子・杜度ドゥントゥの嫡妻。子七。[注 11]
- 女名不詳：ヌルハチ次子・代善ダイシャンの次子・碩託ショトの嫡妻。子三。[注 12][注 13]
- 女名不詳[注 14]：ヌルハチ次子ダイシャンの三子・薩哈璘サハリャンの嫡妻。子三。[注 15]
- 女名不詳：ヌルハチ弟シュルハチの孫・愛度禮アイドゥリ[注 16]の嫡妻。子七。[注 17]
- 女・サハリャン (薩哈簾sahaliyan)[68]

ホーゲはブジャンタイの叔ボクド（博克多）の娘 (ホンタイジの継室) の子。

## ブジャンタイの登場する作品
| テレビドラマ     | キャスト |
| 《努尔哈赤》     | 賈永志   |
| 《满清十三皇朝》 | 凌文海   |
| 《太祖秘史》     | 馬躍     |
| 《独步天下》     | 徐瑞霖   |

## 脚註・参照元

### 典拠
1. ↑  “萬曆36年3月10日”. 神宗顯皇帝. 444. p. 8429
2. ↑  “海西女直通攷”. 東夷考略
3. ↑  “宣祖29年15961月30日段61417”. 朝鮮王朝實錄. 71
4. 1 2 3 4  “宣祖38年16057月16日段64721”. 朝鮮王朝實錄. 189. "……忽溫酋名夫者卓古，或稱夫者漢古，或單稱卓古、漢古，卓、漢二音，胡人傳語，或不相似而然。年可四十，體中、面暫縛，悍勇無雙。與老‧少酋、羅里等，尋常通使講好，而以二女妻之。……"
5. 1 2  “宣祖38年160511月3日段64822”. 朝鮮王朝實錄. 193. "何叱耳者，非胡本名也，乃左弓之謂也，其名卜章台也。"
6. ↑  “仁祖10年16329月17日段79291”. 朝鮮王朝實錄. 27
7. ↑  “癸巳歲9月段46”. 滿洲實錄. 2
8. ↑  “烏喇地方納喇氏”. 八旗滿洲氏族通譜. 23
9. ↑   柳邊紀略. 3
10. ↑  “宣祖36年16039月3日段64053”. 朝鮮王朝實錄. 166
11. ↑   愛新覺羅宗譜
12. ↑  “丁2”. 愛新覺羅宗譜. 14. 出版社. p. 7342. "引用"
13. ↑  李, 澍田 (1986). 海西女真史料. 吉林文史出版社. p. 561
14. ↑  郑, 天挺 (1946) (中国語). 清史探微. 重慶独立出版社
15. ↑  ““扈伦轶事”-‘布占泰的传说’”. 扈伦研究. 未詳. pp. 68-70
16. ↑  蒙古語からの借用語で、王子の意。
17. ↑  ブジャイ：ᠪᡠᠵᠠᡳ, Bujai, 布齋, 布寨。
18. ↑  ホイファ側の腹心は蘇猛格。イェヘ側は依爾當。
19. ↑  ᠨᠠᡵᡳᠮᠪᡠᠯᡠ, Narimbulu, 納林布祿
20. ↑   乌拉国简史. 中共永吉县委史办. p. 53
21. 1 2  “宣祖29年15961月30日段61417”. 朝鮮王朝實錄. 71
22. 1 2  “丙申歲15962月段51”. 滿洲實錄. 2
23. ↑  “丙申歲15967月1日段337”. 太祖高皇帝實錄. 2
24. ↑  ブヤング：ᠪᡠᠶᠠᠩᡤᡡ, Buyanggū, 布揚古
25. ↑  “丁酉年”. 滿洲實錄. 2. 未詳. "丁酉年葉赫烏拉哈達輝發同遣使曰因吾等不道以至於敗兵損名今以後吾等更守前好互相結親於是葉赫布揚古妹欲與太祖為妃"
26. ↑  ““扈伦轶事”-‘布占泰传说’-‘3. 叶赫许婚’”. 扈伦研究. 未詳. p. 70. "三年以后，被放归乌拉，继承满泰为大贝勒，布占泰想起叶赫这门亲事，准备迎娶，不料叶赫贝勒布扬古（布寨之子）退还聘礼，解除婚约，理由是大格格于前一年已经许给汗王努尔哈赤了。叶赫战败，努尔哈赤指名要此女和亲，方可息争。布扬古不敢不从，只得解除乌拉婚约，转许建州。原来努尔哈赤听人盛传，叶赫大格格美丽无双，为女真人中奇女，必欲得之。布占泰怨恨叶赫，更狠努尔哈赤。后来汗王努尔哈赤先后将三个女人嫁给布占泰，也没有解除布占泰的仇恨心理，始终惦记着叶赫大格格。
叶赫大格格原名东哥，见过布占泰一面，心里满意这门亲事。后转许建州努尔哈赤，一听是杀父仇人，东哥格格说什么也不嫁，如若相逼，情愿一死。布扬古许婚本来不是情愿的，形势所迫而已，见妹妹誓死不从，也不勉强，但建州婚事赖不得，也退不得聘礼，只得推托搪塞。东哥格格还放出风来，谁要能杀努尔哈赤为父报仇，就嫁给谁。努尔哈赤明知不可求，但为了保住面子，既不退婚，也不索还聘礼，始终承认这门亲事。"
27. ↑  ドゥドゥフ氏：ᡩᡠᡩᡠᡥᡠ, duduhu, 都都祐･氏。マンタイ妻
28. ↑  アンチュラク：ᠠᠨᠴᡠᠯᠠᡴᡡ, anculakū, 安楚拉庫
29. ↑  ᡩᠣᡵᡤᡳ ᠪᡳᡵᠠ, dorgi bira, 內河。ドルギ (dorgi)が内、ビラ (bira) が河の意。『滿洲實錄 (漢文)』には「二處」とあり、二つの別の地名としているが、『滿洲實錄 (満文)』には「二處」という記載はなく、怪しい。ここではアンチュラクの中の内河地方と理解した。
30. ↑  lotun, 羅屯、gasitun, 噶什屯、wangginu, 旺吉努
31. ↑  “丁酉年”. 滿洲實錄. 2. 未詳. "丁酉年葉赫烏拉哈達輝發同遣使……葉赫布揚古妹欲與太祖為妃錦台什女欲與太祖次子代善貝勒為妻太祖乃備鞍馬盔甲等物以為聘禮更殺牛設宴宰白馬削骨設酒一杯肉一碗血土各一碗歃血會盟四國相繼而誓……後蒙古得罪太祖命穆哈連伐之獲馬四十匹時納林布祿背盟將所獲盡奪之仍擒穆哈連送與蒙古又將錦台什之女與蒙古喀爾喀部齋賽貝勒結親其布占泰亦因與葉赫通將滿泰妻都都祐氏所珍銅錘遣使送與納林布祿又將滿洲所屬瓦爾喀部內安楚拉庫內河二處路長羅屯噶什屯旺吉努三人許獻葉赫請其使而招服之"
32. ↑  戊戌年正月
33. ↑  “戊戌年正月”. 滿洲實錄. 2. 未詳. "戊戌年正月太祖命幼弟巴雅喇台吉長子褚英台吉與噶蓋費英東扎爾固齊等領兵一千征安楚拉庫星夜馳至取其屯寨二十處其餘盡招服之獲人畜萬餘而回"
34. ↑  戊戌年十二月
35. ↑  ᡝᠰᡳᡨᠠᡳ, esitai, 額實泰。シュルハチの娘
36. ↑  “是年”. 滿洲實錄. 2. 未詳. "是年……十二月布占泰不忘其恩帶從者三百來謁太祖以弟舒爾哈齊貝勒女額實泰妻之盔甲五十副敕書十道以禮往送"
37. ↑  二十九年十一月乙未朔
38. 1 2  “十一月內”. 滿洲實錄. 3. 未詳. "十一月內烏拉國布占泰送滿泰之女名阿巴海與太祖為妃太祖以禮迎之大宴成婚布占泰先聘葉赫布齋之女後又聘蒙古科爾沁明安之女以盔甲十副貂裘猞狸猻裘共十領羊裘十領金銀各十兩駱駝六隻馬十匹鞍䩞俱備為聘禮明安受其禮食言不與布占泰恥之仍欲聘太祖之女遂遣使求於太祖曰……前未經岳丈知曾以幣物聘葉赫並蒙古之女蒙古受禮而悔親岳丈既恩我若宥我不告之罪再結一親遞相往來太祖允之又以弟舒爾哈齊貝勒女娥恩哲至癸卯年遣大臣以禮往送為婚"
39. ↑   乌拉国简史. 中共永吉县委史办. pp. 59,74
40. ↑  ᠮᡳᠩᡤᠠᠨ, minggan, 明安
41. ↑  ᠣᠨᠵᡝ, onje, 娥恩哲。ヌルハチの弟のシュルハチの娘。
42. ↑  “布佔泰”. 清史稿. 223. 未詳. "三十一年春正月，布佔泰使告太祖曰：「我昔被擒，待以不死，俾我主烏喇，又妻我以公主，恩我甚深。我孤恩，嘗聘葉赫、蒙古女，未敢以告。今蒙古受聘而復悔，我甚恥之！乞再降以女，當歲歲從兩公主來朝。」太祖允其請，又以舒爾哈齊女妻焉。"
43. ↑  Mukusi：穆庫什
44. ↑   乌拉国简史. 中共永吉县委史办. p. 75
45. ↑  ““扈伦轶事”-‘布占泰的传说’-‘3.叶赫许婚’”. 扈伦研究. 未詳. p. 70. "后来，叶赫、乌拉同努尔哈赤矛盾更加尖锐，叶赫贝勒布扬古有意给努尔哈赤难堪，又提出将妹妹重许乌拉，布占泰为泄积怨，同意迎接，大格格也遂了心愿。努尔哈赤怕叶赫格格真地归乌拉，扫他的声威，于是下决心，亲统大兵灭亡乌拉国。布占泰战败逃到叶赫，布扬古并没有因乌拉亡国而慢待他。
努尔哈赤听说布占泰逃到叶赫，怕他同叶赫格格成亲，三番两次派使索娶布占泰，都被布扬古驱逐。为了叶赫的安全，布占泰提出改娶其他氏族女人为婚，努尔哈赤得知此事后也就放松了对叶赫的威胁。
大格格见布占泰不娶她，大失所望。布扬古为了羞辱努尔哈赤，就在他建国后金，改元天命，欢欣鼓舞的时候，强行把妹妹大格格嫁给了蒙古喀尔喀部首领莽古尔岱，大格格不认，结婚到半年，气氛而死。布占泰在叶赫寓居六年，郁郁而死。之后，叶赫也被努尔哈赤所灭。"
46. ↑   乌拉国简史. 中共永吉县委史办. p. 39
47. ↑  “辛丑歲160111月段60”. 滿洲實錄. 3
48. ↑  “辛丑歲160111月1日段360”. 太祖高皇帝實錄. 3
49. ↑  “丙申歲15962月段51”. 滿洲實錄. 2
50. ↑  “丁2”. 愛新覺羅宗譜. 14. p. 7342
51. ↑  “丙申歲159612月1日段339”. 太祖高皇帝實錄. 2
52. ↑  “戊戌歲15981月段54”. 滿洲實錄. 2
53. ↑  “長女-額實泰”. 爱新觉罗宗谱网. 2024年6月1日閲覧。
54. ↑  “戊戌歲159812月1日段345”. 太祖高皇帝實錄. 2
55. ↑  “次女-額恩哲”. 爱新觉罗宗谱网. 2024年6月1日閲覧。
56. ↑  “癸卯歲正月1日段362”. 太祖高皇帝實錄. 3
57. ↑  “癸卯歲1603段62”. 滿洲實錄. 3
58. ↑  “戊申歲16083月段72”. 滿洲實錄. 3
59. ↑  “四女-穆庫什”. 爱新觉罗宗谱网. 2024年6月1日閲覧。
60. ↑  “戊申歲16089月1日段381”. 太祖高皇帝實錄. 3
61. ↑  “烏喇地方納喇氏ula ba i nara hala”. 八旗滿洲氏族通譜. 23
62. ↑   乌拉国简史. 中共永吉县委史办. pp. 142-143
63. ↑  “達爾漢”. 八旗滿洲氏族通譜. 未詳. "達爾漢正白旗人布瞻泰之長子也世居烏喇地方國初来歸由佐領圍松山敵兵出戰撃敗之定鼎燕京時入山海關撃敗流賊馬歩兵二十萬衆叙功授騎都尉三遇恩詔加至二等輕車都尉卒其子果禮襲職任頭等侍衞兼佐領後歴襲至果禮之曾孫納親削去恩詔所加之職承襲騎都尉卒其叔曾祖之子哈爾薩襲職任佐領卒其親伯之孫栢理襲職現任佐領"
64. ↑  中国語版に「戦死」とあるが、典拠未詳。
65. ↑  封爵制度の創始間もない頃は「副将」という名称の爵位に相当する「世職」があったが、これは後に「子爵」と改名される。後の「子爵」同様、「副将」にも一等から三等までの等級と、一等の上に「一等子爵兼一雲騎尉」という等級が設定されていたようだが、『八旗滿洲氏族通譜』上には等級までは記載されていない。ここでは爵位に相当する「世職」ではなく実務を伴う「世職」か。
66. ↑  原文「編佐領令其專管」。皇族私有の「包衣牛彔 boo-i-niru ボオ･イ･ニル」に対し、国家管轄のニルは「外牛彔 tulergi-niru トゥレルギ･ニル」と呼ばれ、「外牛彔」は更に「尋常牛彔 dorgi-niru ドルギ･ニル」と「専管牛彔 enculehe niru エンチュレヘ･ニル」とにわかれる。「専管牛彔」は功臣世襲が認許された徭役免除のニルで、国家管轄下にありながら自由度が高かった。(増井寛也 2008, p. 124)
67. ↑  中国語版には「六子茂墨尔根、八子噶都渾……均封世職」とあるが、「佐領」だけでは世襲職かどうかまでは不明。また、この場合の「世職」が爵位としての「世職」なのか、それ以外の「世職」なのかも不明。
68. 1 2  “壬子歲12月段82”. 滿洲實錄. 3
69. ↑   乌拉国简史. 中共永吉县委史办. p. 95
70. ↑  “宗谱查询” (中文). 爱新觉罗宗谱网.   辽宁省满族经济文化发展协会. 2024年6月1日閲覧。
71. ↑  “順治1年11月26日段3455”. 世祖章皇帝實錄. 11. "多羅郡王阿達禮往謂和碩睿親王多爾袞曰「王正大位、我當從王。」……阿達禮・碩託又往視和碩禮親王代善足疾……。阿達禮・碩託登床、附和碩禮親王耳、語曰「眾已定議、立和碩睿親王矣。王何默默。」於是、和碩禮親王・和碩睿親王白其言於眾、質訊俱實。阿達禮・碩託擾政亂國、以叛逆論。阿達禮母・碩託妻結黨助逆、……俱伏誅。……"

### 註釈
1. ↑  参考：名称の漢音写表記については、各實錄で確認できる記事の数を名称の左上に附した。該当する記事が十以上の場合は便宜上「9+◯◯」とした。實錄に現れずそれ以外の文献で確認できる表記は数字を附さない。また、名称左上の脚註では基本的に該当する記事の中で最も古いものを挙げた。
2. ↑  参考：「忽胡」は本来「忽剌溫の胡ゑびす」の意。「忽剌溫」は海西女直の樹立した「扈倫フルン国」の漢音写だが、李氏朝鮮では専ら「烏拉ウラ国」を指すのに用いられる。すなわち「ウラの胡」の意。文脈によってはブジャンタイを指していないと思われるものもある。
3. ↑  参考：舒爾哈齊シュルハチ次女・額恩哲は癸卯年 (万暦31年1603) ブジャンタイに降嫁。[11]
4. ↑  参考：ブガン娘 (ブジャンタイ妹) はシュルハチ第五夫人で、ジルガランはその子。[12]
5. ↑  参考：『滿洲實錄』巻2の原文には「先陣中所擒布占泰恩養四載至是七月太祖欲放歸 (neneme dain de jafaha ulai gurun i mantai beilei deo bujantai beile be duin aniya ujifi, fulgiyan bonio aniya nadan biya de, ini ulai gurun de sindafi unggire de)……」とあり、今西訳では「さきに師に獲たる烏拉の國の滿泰貝勒の弟 布占泰貝勒を四年養ひ、丙申の年七月に、その烏拉の國に放ち遣らんとする時、……」としているが、「至是七月 (nadan biya de)：七月に」としながら二月時点で帰還してしまっていて、辻褄が合わない。『太祖高皇帝實錄』は7月の記事で「至是遣歸國」としているため、恐らく『滿洲實錄』の記事の日づけが誤り。
6. ↑  参考：興尼雅hingniya。興尼牙とも。
7. ↑  参考：『愛新覺羅宗譜』にある「五娶福晋烏喇納喇氏布幹貝勒之女」というのはこの「滹奈hūnai」のことで、後にジルガランを産む。
8. ↑  参考：『滿洲實錄』は2月、『太祖高皇帝實錄』は7月としている。『滿洲實錄』には、ヌルハチがブジャンタイを俘虜の身分から解放し、ウラに還すつもりをしていたのが「七月」と記載があるが、記事の日づけは「二月」で、その時すでにウラに帰還したとあり、辻褄が合わない。従ってここでは後者を正とする。
9. ↑  参考：『滿洲實錄』巻2は1月の記事に掲載している。『太祖高皇帝實錄』の12月とは11箇月のひらきがある。
10. ↑  参考：维基百科「布占泰」は名を「宁古希」(ニングヒ) としているが、典拠不詳。
11. ↑  参考：長杜爾祜ドゥルフ、次穆爾祜ムルフ、三特爾怙テルフ、四特遴、五特爾親テルチン、六杜努文、七薩弼サビ。
12. ↑  参考：長喇喀ラカ、次齊蘭布チラムブ、三岳賽布ヨサイブ。
13. ↑  参考：碩託ショトとその妻 (ブジャンタイ娘)、さらに侄の阿達禮アダリとその母 (ブジャンタイ娘) の四人は、太宗ホン･タイジ崩御を承けて、ブジャンタイ姪アバハイの子ドルゴンを清皇帝に擁立しようと互いに結託したが、国政を擾乱したとして処刑された。[71]
14. ↑  参考：维基百科「布占泰」は名を「济海」(ジハイ) としているが、典拠不詳。
15. ↑  参考：長阿達里アダリ、次勒克德渾レクデフン、三杜蘭ドゥラン。
16. ↑  参考：ヌルハチ弟シュルハチ→次子・阿敏アミン→次子・愛度禮アイドゥリ。
17. ↑  参考：『愛新覺羅宗譜』によれば、長海度里ハイドゥリ、次巴爾霸、三羅多歡ロドホン、四杜喇ドゥラ、五喇塔ラタ、六巴爾瑪バルマ、七喇新ラシン。長子ハイドゥリについては、『愛新覺羅宗譜』に「嫡妻烏喇納喇氏長史懋墨爾根之女」とあり、「懋墨爾根」は、『八旗滿洲氏族通譜』巻23の「茂墨爾根」と同じ人物ならブジャンタイの第六子。つまり海度里ハイドゥリは母がブジャンタイの娘で、妻がブジャンタイの孫娘ということになる。